# Macintosh Quadra 800
De Macintosh Quadra 800 (ook verkocht met aanvullende software als de Workgroup Server 80) is een personal computer die ontworpen, gefabriceerd en verkocht werd door Apple Computer van februari 1993 tot maart 1994. De Quadra 800 werd later aangevuld met de multimediagerichte Quadra 840AV.
De Quadra 800 werd samen met de eerste Macintosh Centris-modellen geïntroduceerd in februari 1993. Het was het eerste volledig nieuwe Quadra-model sinds de originele Quadras, de 700 en de 900/950. De Quadra 800 werd onder de 950 gepositioneerd en verving het vorige Quadra-middenklassemodel, de 700, die kort na de introductie van de 800 werd stopgezet. De 800 kostte ongeveer de helft van de 950 en had dezelfde 33 MHz 48040-processor, maar dankzij de extra interleaved RAM van 70 ns, een verbeterd videosysteem en een verbeterde SCSI-bus presteerde hij beter dan de 950.
De Quadra 800 werd in maart 1994 stopgezet en vervangen door de PowerPC-gebaseerde Power Macintosh 8100. Zowel de 8100 als zijn opvolger, de Power Macintosh 8500, gebruikten de Quadra 800-behuizing, evenals de Europese versie van de Power Macintosh 7200 (die op de markt gebracht werd als de Power Macintosh 8200). De Power Macintosh 9500 gebruikte een grotere, sterk gewijzigde variant van de Quadra 800-behuizing.

## Ontwerp
Behuizing: Apple introduceerde een nieuwe mini-tower-behuizing voor de Quadra 800. Deze behuizing was veel minder toegankelijk dan die van de 950, waardoor de 800 de reputatie kreeg van Apple's slechtste behuizing aller tijden. Het mini-tower-ontwerp werd vervolgens ook gebruikt voor de Quadra 840AV en voor de Power Macintosh 8100, 8200 en 8500.
Uitbreiding: Het moederbord heeft drie NuBus-slots en een Processor Direct Slot, maar omdat het PDS in het verlengde van één van de NuBus-slots geplaatst is, kunnen slechts twee NuBus-slots gebruikt worden als er een PDS-kaart geïnstalleerd is.
Video: Het moederbord heeft 512 KB VRAM, met 2 VRAM SIMM-slots die een uitbreiding tot 1 MB mogelijk maken. Met 512 KB VRAM kon de Quadra 800 8-bit (256) kleuren weergegeven op monitoren tot 16-inch groot. Met 1 MB VRAM was een weergave in 16-bit (duizenden) kleuren mogelijk. De Quadra 800 kan niet werken met 24-bits kleuren, ongeacht de hoeveelheid VRAM die geïnstalleerd is of de externe videokaart die gebruikt wordt. Volgens sommige bronnen had Apple dit opzettelijk gedaan om de aantrekkelijkheid van de Quadra 900 en 950 te vergroten.
CD-ROM: Sommige configuraties bevatten een AppleCD 300i cd-romlezer op dubbele snelheid. De Quadra 800 was een van de eerste Macintoshes die geleverd werd met een opstartbare cd-com.

## Modellen
Alle configuraties hadden een externe SCSI-poort, twee ADB-poorten en twee seriële poorten, drie NuBus-slots, een Processor Direct Slot, een mono-audio-ingang en een stereo-audio-uitgang. De aanwezigheid van een AAUI Ethernet-poort varieerde per regio. De nieuw geïntroduceerde Apple Desktop Bus Mouse II werd bij alle configuraties geleverd.
Beschikbaar vanaf 10 februari 1993:
- Macintosh Quadra 800:[5] verkocht in diverse configuraties
  - 8 MB RAM, 512 KB VRAM, geen harde schijf
  - 8 MB RAM, 512 KB VRAM, 230 MB harde schijf
  - 8 MB RAM, 512 KB VRAM, 500 MB harde schijf
  - 24 MB RAM, 1 MB VRAM, 1 GB harde schijf

Beschikbaar vanaf 22 maart 1993:
- Workgroup Server 80[6]

## Specificaties
- Processor: Motorola 68040, 33 MHz
- Systeembus snelheid: 33 MHz
- ROM-grootte: 1 MB
- Databus: 32 bit
- RAM-type: 60 ns 72-pin SIMM
- Standaard RAM-geheugen: 8 MB
  - Uitbreidbaar tot maximaal 136 MB
  - RAM-sleuven: 4
- Standaard video-geheugen: 512 KB VRAM[a]
  - Uitbreidbaar tot maximaal 1 MB VRAM[b]
- Standaard diskettestation: 3,5-inch, 1,44 MB
- Standaard harde schijf: 230 MB, 500 MB of 1 GB (SCSI)
- Standaard optische schijf: geen (optionele SCSI cd-lezer met dubbele snelheid)
- Uitbreidingssleuven: 3 NuBus, PDS
- Type batterij: 3,6 volt Lithium
- Uitgangen:
  - 2 ADB-poort (mini-DIN-4) voor toetsenbord en muis
  - 1 video-poort (DB-15)
  - 1 SCSI-poort (DB-25)
  - 1 Ethernet poort (AAUI-15)
  - 2 seriële poorten (mini-DIN-8)
  - 1 audio-uit (3,5 mm jackplug)
  - 1 microfoon (3,5 mm jackplug)
- Ondersteunde systeemversies: System 7.1 t/m Mac OS 8.1 en A/UX 3.0.1 t/m 3.1.1
- Afmetingen: 36 cm × 20 cm × 40 cm (h×b×d)
- Gewicht: 11 kg

Uit productie: 1984: Macintosh 128K, Macintosh 512K · 1985: Macintosh XL · 1986: Macintosh Plus · 1987: Macintosh II, Macintosh SE · 1988: Macintosh IIx · 1989: Macintosh SE/30, Macintosh IIcx, Macintosh IIci, Macintosh Portable · 1990: Macintosh IIfx, Macintosh Classic, Macintosh IIsi, Macintosh LC serie · 1991: Macintosh Quadra 700, Macintosh Quadra 900, Apple PowerBook · Macintosh Classic II · 1992: Macintosh IIvx, Macintosh Quadra 950, PowerBook Duo, Macintosh Performa serie · 1993: Macintosh Centris serie, Macintosh Color Classic, Macintosh TV · Apple Workgroup Server · 1994: Power Macintosh · 1997: Power Macintosh G3, PowerBook G3, Twentieth Anniversary Macintosh · 1998: iMac · 1999: iBook, Power Mac G4 · 2000: Power Mac G4 Cube · 2001: PowerBook G4 · 2002: eMac, iMac G4 · 2003: Xserve, Power Mac G5 · 2004: iMac G5 · 2005: Mac mini · 2006: MacBook · 2015: MacBook (Retina) · 2017: iMac Pro

Huidige modellen: MacBook Air, MacBook Pro, iMac, Mac mini, Mac Studio, Mac Pro